# Oscar Straus
Oscar Straus, rodným jménem Oscar Nathan Strauss (6. března 1870Vídeň – 11. ledna 1954 Bad Ischl), byl rakouský hudební skladatel, autor operet. Nebyl v příbuzenském vztahu ani k Johannu Straussovi mladšímu ani k Richardu Straussovi. Aby nedošlo k záměně s autory valčíků dynastie Straussových psal ve svém příjmení jen jedno „s“.

## Životopis
Narodil se v rodině židovského obchodníka Ludwiga Strausse (1841–1875) a jeho manželky Gabriely (1849–1913), rozené Sternové. Měl dvě mladší sestry, Serafinu (1871–1943) a Annu (1874–1924). Když v roce 1875 spáchal jeho otec sebevraždu, převzal poručnictví nad sourozenci jejich strýc Alfred Stern.
Od mládí měl Oscar zájem hlavně o hudbu. Začal ji studovat nejprve na vídeňské konzervatoři, poté jako dvacetiletý studoval v Berlíně na Staatlichen Musikakademie u Maxe Brucha. Pod jeho vlivem komponoval komorní hudbu a symfonická díla.
Začalo jej však zajímat komické divadlo a proto se stal divadelním dirigentem. První úspěchy slavil v Mostě a Teplicích. Působil v divadlech v Brně, Mohuči, Hamburku a Berlíně. Jeho první divadelní dílo byla operní jednoaktovka Die Waise von Cordoba, která měla premiéru v Bratislavě v roce 1894. V Berlíně se seznámil s Erichem von Wollzogen, který otevřel v roce 1901 kabaret Überbrettl a Strause tam zaměstnal jako domácího skladatele a klavíristu. Zde nějakou dobu pracoval s mladým Arnoldem Schoenbergem. Postupně se stal svými kabaretními písněmi (tzv. couplé) velmi populární. Lákalo jej však divadlo a snažil se najít nějakou vhodnou partituru. Nakonec mu ji nabídl advokát Ridemaus (vlastním jménem Dr. Fritz Oliven). První operetu Veselí Nibelungové (Die lustigen Nibelungen) napsal jako parodii na Wagnera, premiéru měla 12. listopadu 1904 v Carltheater. Obecenstvo přijalo toto dílo i přes nesporné hudební kvality dost vlažně. Podobně ani opereta Zur indischen Witwe (1905), ani komická pohádková opereta Hugdietrichs Brautfahrt (1906) nezaznamenaly úspěch. Po návratu do Vídně, se stal vážným konkurentem Franze Lehára.
Neúspěchy ale způsobily, že Oscar Straus zanevřel na svůj dosavadní hudební styl a v následující operetě Ein Walzertraum se pokusil složit co nejpopulárnější hudbu. Premiéra se konala 2. března 1907. Opereta byla velmi úspěšná. Během následujících 23 let napsal 32 operet. I přesto, že některé (hlavně Der tapfere Soldat, Rund um die Liebe, Eine Ballnacht a Der letzte Walzer) se staly populárními, jejich úspěch měl jen krátké trvání.
Po anšlusu a vypuknutí druhé světové války v roce 1939 odešel z Rakouska, působil nejprve v Paříži a poté v USA, v New Yorku a později v Hollywoodu. Věnoval se zde i skládání filmové hudby. Po skončení války se vrátil a v rodném Rakousku prožil poslední roky svého života. Zemřel v lázeňském městečku Bad Ischl, kde vlastnil vilu a kde je i pohřben.
Oscar Straus byl dvakrát ženat. Z prvního manželství s houslistkou Nelly Irmen vzešly třu děti. Starší syn Louis (1895–1917) padl na bojištích první světové války, mladší Leopold (1897–1944) byl dramaturgem a libretistou zemřivší v koncentračním táboře Auschwitz. Dcera Katharina (1898–1982), provdaná Makartová, se dožila vysoké věku a zemřela v Laxenburgu u Vídně v roce 1982.
Po rozvodu s první manželkou, uzavřel v roce 1908 manželství se zpěvačkou Klarou Singerovou (1886–1967). Z manželství vzešli dva synové. Starší Walter (1910–1966) byl pianistou a hudebním skladatelem, mladší Walter (1913–1945) se živil jako spisovatel.  

## Dílo

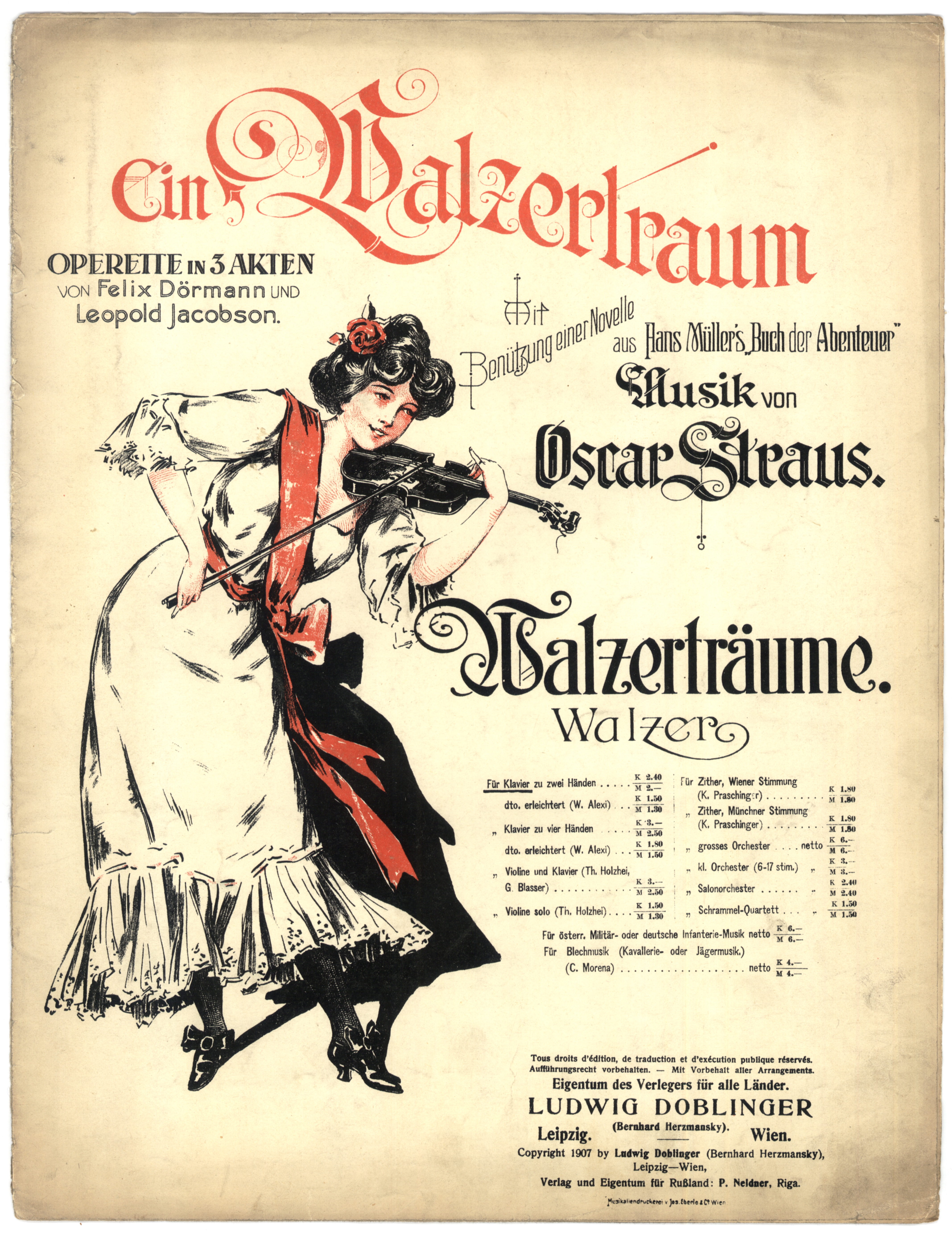
Titulní strana valčíku Walzerträume na motivy operety Ein Walzertraum

### Opery
- Der Weise von Cordova (1894)
- Der Schwarze Mann (1900)
- Colombine (1909)
- Die galante Markgräfin (1918)

### Operety
- Die lustigen Nibelungen (1904)
- Zur indischen Witwe (1905)
- Hugdietrichs Brautfahrt (1906)
- Ein Walzertraum (1907)
- Der tapfere Soldat (1908)
- Didi (1908)
- Mein junger Herr (1910)
- Das Tal der Liebe (1910)
- Die kleine Freundin (1911)
- Venus im Grünen (1911)
- Der tapfere Cassian (1912)
- Die Prinzessin von Tragant (1912)
- Rund und die Liebe (1914)
- Die himmelblaue Zeit (1914)
- Die schöne Unbekannte (1915)
- Liebeszauber (1916)
- Nachtfalter (1917)
- Eine Ballnacht (1918)
- Dorfmusikanten (1919)
- Der letzte Walzer (1920)
- Nixchen (1921)
- Die törichte Jungfrau (1923)
- Die Perlen der Kleopatra (1923)
- Der Tanz um die Liebe (1924)
- Riquette (1925)
- Teresina (1925)
- Die Königin (1926)
- Hochzeit in Hollywood (1928)
- Herzdame (1929)
- Marietta (1929)
- Die erste Beste (1929)
- Der Bauerngeneral (1931)

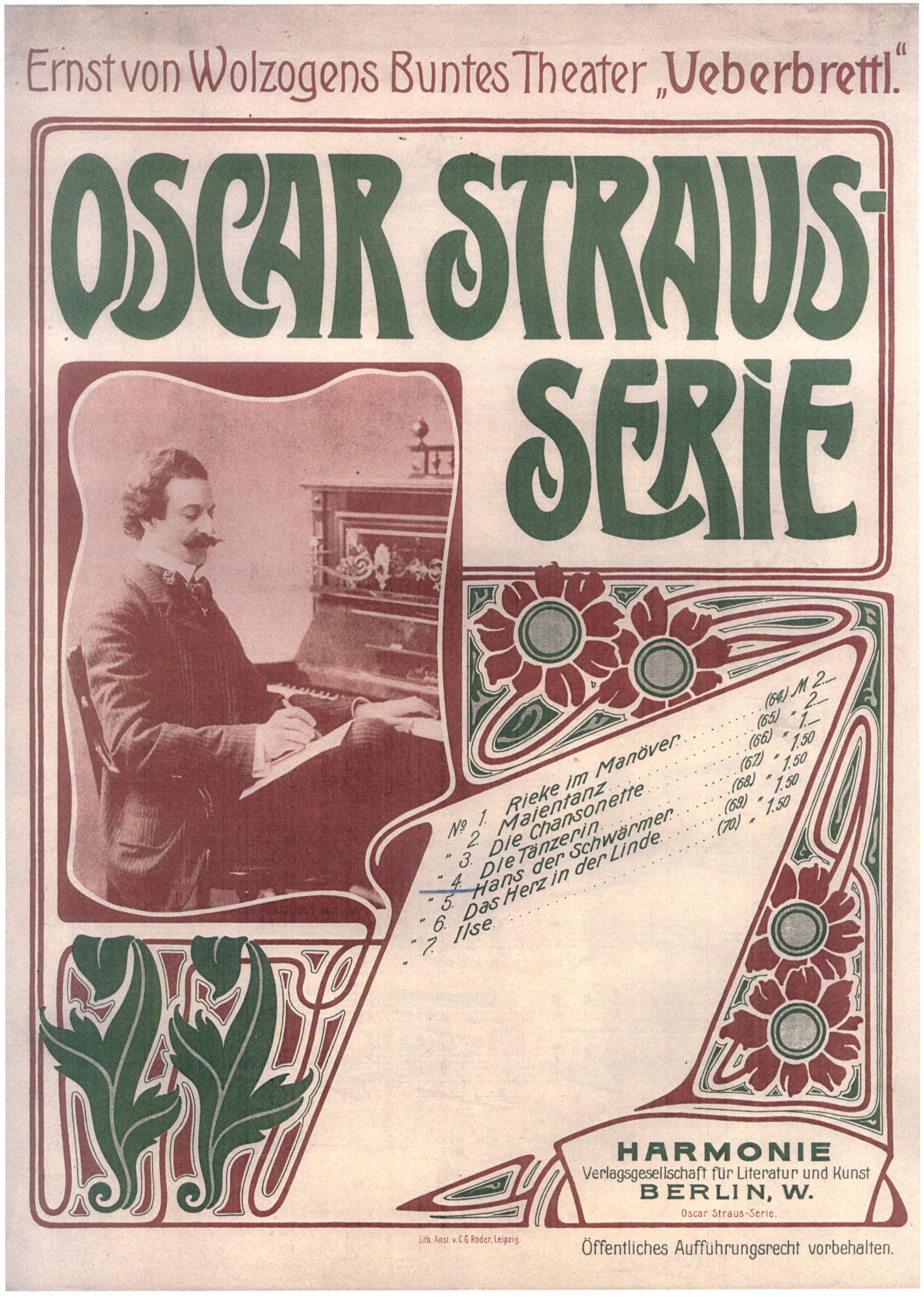
Titulní list Wolzogenova kabaretu Überbrettl

- Eine Frau die weiss was sie will (1932)
- Zwei lachende Augen (1933)
- Liebelei (1934)
- Das Walzerparadies (1935)
- Drei Waltzer (1935)
- Die Musik Kommt (1948)
- Bozena (1952)

## Filmová hudba
- The Smiling Lieutenant (1931)
- De Mayerling à Sarajevo (1940)
- La Ronde (1950)

## Ocenění
- Rytíř Řádu čestné legie, 1939
- Čestný prsten města Vídně, 1960